# ابراهیم زکزاکی
ابراهیم یعقوب زَکزاکی (به انگلیسی: Ibrahim Yaqoub El Zakzaky؛ زادهٔ ۵ مهٔ ۱۹۵۳) روحانی و رهبر شیعیان نیجریه است.
وی پس از ۶ سال در حصر خانگی به‌همراه همسرش در ۲۸ ژوئیه ۲۰۲۱ آزاد شدند. دادگاه عالی ایالتی کادونا در نیجریه با صدور حکمی دبیرکل جنبش اسلامی این کشور و همسر وی را از همه موارد اتهامی تبرئه و حکم آزادی آنها را صادر کرد.

## زندگی
ابراهیم زکزاکی در ۵ مه ۱۹۵۳ میلادی زاده شد. او در سال ۱۹۷۹ در رشتهٔ اقتصاد از دانشگاه احمدو بلو کارشناسی گرفت. پیش از دانشگاه، از ۱۹۶۹ تا ۱۹۷۱ در مدرسهٔ استانی عربی و‎از ۱۹۷۱ تا ۱۹۷۵ در مدرسهٔ سرشناس مطالعات عربی در کانو درس خواند. او آموزش اولیهٔ اسلامی–قرآنی را نزد علمای مختلف در حوزه‌های زاریا به پایان رساند.

## فعالیت سیاسی
زکزاکی از بدو ورود به دانشگاه فعالیت سیاسی را آغاز کرد. سال‌های ۱۹۷۷ و ۱۹۷۸ دبیرکل انجمن دانشجویان مسلمان نیجریه در پردیس اصلی دانشگاه احمدو بلو بود و در سال ۱۹۷۹ معاون امور بین‌الملل کمیته ملی همین انجمن شد. چیزی به پایان دوران دانشجویی او نمانده بود که در ایران انقلاب شد. هم‌زمان جنبشِ اسلامیِ نیجریه هم که تحت تأثیر روح‌الله خمینی بود شکل گرفت. زکزاکی به همراه ۳۰ تن از اعضای انجمن دانشجویان مسلمان نیجریه در سال ۱۹۸۰ به ایران سفر کرده و شخصا با روح‌الله خمینی دیدار کردند.
زکزاکی از چهره‌های اصلی اعتراض‌های سراسری دانشجویی بود که می‌خواستند قوانین شرع در بازبینی قانون اساسی نیجریه لحاظ شود. فعالیت زکزاکی در دوران دانشجویی به دانشگاه محدود بود. اما پس از فارغ‌التحصیلی به شهرها و روستاها گسترش یافت.
نقد ابراهیم زکزاکی به فساد گسترده در دولت، زیرساخت‌های ضعیف کشور و وضعیت رفاه اجتماعی، از او چهره‌ای محبوب بین بسیاری از مردم نیجریه ساخته است. حرکت دانشجویی که او در اوایل دهه هشتاد میلادی رهبری می‌کرد محدود به محیط دانشگاه بود امروز تبدیل به جنبشی بزرگ با هواداران بسیار در شمال نیجریه و حتی بخش‌هایی از جمهوری نیجر شده است.
ابراهیم زکزاکی از منتقدان سرسخت حکومت آل سعود در عربستان سعودی است. او چندین سمینار و تجمع اعتراضی علیه سیاست‌های عربستان سعودی از جمله در اعتراض به حمله به یمن برپا کرده است. او همچنین مداخله در بحرین به رهبری عربستان سعودی و سرکوب اقلیت شیعه و فاجعه منا (۱۳۹۴) را نکوهش کرده است. این نقدها او را در قطب مخالف مسلمانان سنی نیجریه، به ویژه سلفی‌ها قرار داده است.

## فعالیت اجتماعی
جنبش اسلامی حدود ۳۰۰ مدرسه ابتدایی و راهنمایی در سراسر نیجریه و یک مرکز اسلامی در زاریا تأسیس کرده است. همچنین یک سازمان درمانی با خدمات رایگان از جمله ختنه، ضدعفونی کردن محله‌ها و کمک‌های اولیه در مواقع بحران دارد. کارکنان این سازمان بارها به جای کارکنان خدمات درمانی دولتی که اعتصاب کرده بودند به صورت رایگان کار کرده‌اند. جنبش اسلامی نیجریه یک نهاد دیگر به نام بنیاد شهدا دارد که به خانواده‌هایی که یکی از اعضای آنها در جریان فعالیت‌های جنبش کشته شده‌اند کمک‌های آموزشی-اجتماعی مانند پرداخت هزینه تحصیل فرزندان می‌کند. این جنبش اجازه می‌دهد زنان و بچه‌ها در همه فعالیت‌ها مشارکت کامل داشته باشند.
در حالی است که شمال نیجریه از مراکز درگیری‌های محلی بین مسلمانان و مسیحیان این کشور است جنبش شیخ زکزاکی با مسیحیان و دیگر گروه‌های غیرمسلمان روابطی دوستانه دارد. این رویکرد باعث شده پیروان و سازمان‌های دیگر ادیان باعث شده بسیاری علما و سازمان‌های مسیحی به او نزدیک شوند.

## دستگیری و زندان
ابراهیم زکزاکی چندین بار به اتهام فتنه و اخلال در نظم عمومی دستگیر و زندانی شده است. فعالیت‌های سیاسی-اجتماعی او با وجود مسالمت‌آمیز بودن همواره او را رودرروی مقام‌های دولتی نیجریه قرار داده‌اند. مقام‌های نیجریه همواره زکزاکی را با سوءظن نگاه می‌کنند. این سوءظن به‌ویژه با افزایش روزافزون هواداران زکزاکی بیشتر شده‌اند. بی‌اعتمادی متقابل موجب شده جنبش اسلامی نیجریه از ارتباط با حکومت بپرهیزد.

## حمله ارتش علیه جنبش
صدها نفر از اعضای جنبش در بمب‌گذاری‌هایی که تصور می‌شد کار بوکوحرام است کشته شدند.

### کشتار روز قدس ۲۰۱۴
در ۲۵ ژوئیه ۲۰۱۴ در تظاهرات روز قدس در شهر زاریا ۳۵ تن از همراهان ابراهیم زکزاکی هدف تیراندازی قرار گرفتند که سه تن از آنها سه فرزند او بود. بسیاری نگران بودند که جنبش اسلامی به تلافی کشتن پسران زکزاکی رو به خشونت بیاورد. اما او پیگیری قانونی را برگزید. مدت کوتاهی پس از آن ارتش نیجریه دراینباره تحقیق کرد. اما نتایج آن هرگز علنی اعلام نشد. زکزاکی به کمیسیون حقوق بشر نیجریه شکایت کرد. اما آنجا هم کسی مجازات نشد. کمیسیون حقوق بشر اسلامی بریتانیا در اکتبر ۲۰۱۴ گزارشی از این کشتار منتشر کرده و به نقش ارتش اشاره کرد.

### کشتار زاریا ۲۰۱۵
در جریان کشتار شیعیان نیجریه توسط ارتش در سال ۲۰۱۵ زکزاکی همراه با همسرش و صدها نفر از طرفدارانش و سه فزرند دیگرش توسط ارتش نیجریه زخمی و دستگیر شدند. دو فرزند دیگر او نیز در این درگیری کشته شدند.

### بازداشت و دستور آزادی
در ۲ دسامبر ۲۰۱۶ دادگاه نیجریه دستور آزادی زکزاکی از ادارهٔ استخبارات نیجریه به بازداشت پلیس برای ۴۵ روز صادر شد. هم‌چنین زکزاکی و همسرش موظف به پرداخت ۵۰ میلیون واحد پول نیجریه شدند. قاضی اعلام کرد که این توجیه خوبی نیست که او را برای محافظت خودش نگه می‌داریم. از دسامبر ۲۰۱۵ تا ۱۳ ژانویهٔ ۲۰۱۸ او و همسرش در جای نامشخصی تحت بازداشت بودند و تنها پزشک او مجاز به ملاقات بود. در ۲۲ ژانویه ۲۰۱۹ آنها تحت نظارت شدید امنیتی به دادگاه مراجعه کرده و درخواست رسیدگی دادند.
در ژوئیۀ ۲۰۱۹ به‌منظور تقاضای آزادی زکزاکی، صدها نفر از طرفداران او خارج ساختمان‌های دولتی اجتماع کردند و پلیس با تیراندازی و گاز اشک‌آور برای پراکنده‌کردن آنها اقدام کرد. در این درگیری‌ها ۲ نفر کشته و بیش از ۴۰ نفر دستگیر شدند. رهبر جنبش اسلامی نیجریه گفت که تا زمانی که از آزادی زکزاکی اطمینان پیدا نکنیم این تظاهرات ادامه دارد؛  چرا که او فوراً به درمان و اعزام به خارج از کشور نیاز دارد.

## نادیده گرفتن حکم دیوان عالی نیجریه
بر اساس حکم دیوان عالی نیجریه توسط گابریل کولاول در ۲ دسامبر ۲۰۱۶ زکزاکی رهبر جنبش شیعیان باید فوراً آزاد می‌شد. ولی در ابتدا حکومت از آزادی او سر باز می‌زد. در هنگام صدور حکم، وی استدلال مخالفان مبنی بر تحت حفظ بودنش برای محافظت از خود را رد کرد.

## آزادی قطعی در ژوئیه ۲۰۲۱
وی که از سال ۲۰۱۵ به همراه همسرش در حصر خانگی و زندان بسر می‌برد در ۲۸ ژوئیه  ۲۰۲۱ آزاد شد. دادگاه عالی ایالتی کادونا در نیجریه با صدور حکمی دبیرکل جنبش اسلامی این کشور و همسر وی را از همه موارد اتهامی تبرئه و حکم آزادی آنها را صادر کرد.

## اعطای دکترای افتخاری از دانشگاه تهران

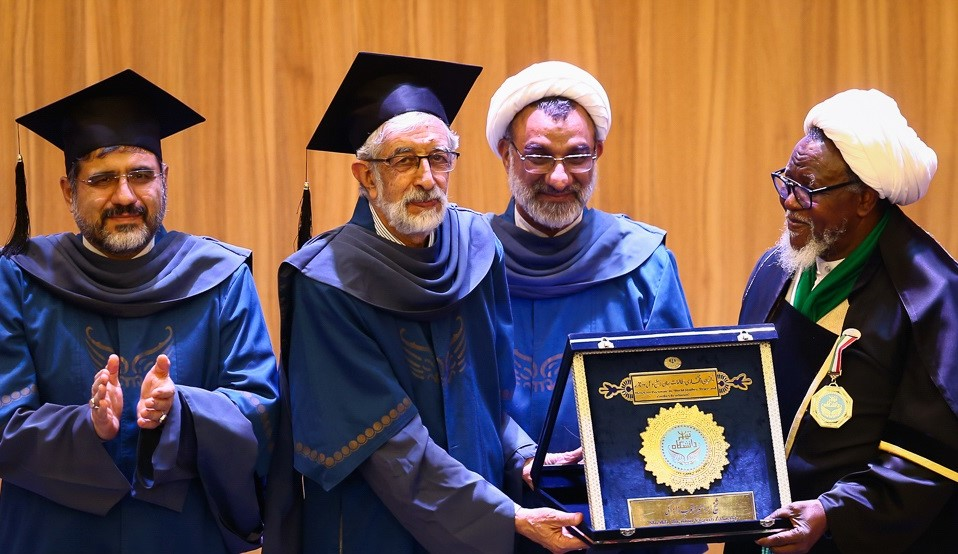
محمد مهدی اسماعیلی، حداد عادل و عبدالحسین خسروپناه در مراسم دکترا افتخاری به ابراهیم زکزاکی

ابراهیم زکزاکی که به همراه همسرش به ایران سفر کرده بود در ۲۲ مهر ۱۴۰۲ در مراسمی در دانشگاه تهران از وی تجلیل و مدرک دکترای افتخاری اعطا شد. در این مراسم در کنار سید محمد مقیمی رئیس دانشگاه تهران و افراد دیگری همچون محمد مهدی اسماعیلی وزیر فرهنگ و ارشاد اسلامی، عبدالحسین خسروپناه دبیر شورای عالی انقلاب فرهنگی، غلامعلی حداد عادل رئیس فرهنگستان زبان و ادب فارسی، و سعیدرضا عاملی دبیر پیشین شورای عالی انقلاب فرهنگی، رئیس پیشین و عضو هیأت علمی دانشکده مطالعات جهان دانشگاه تهران حضور داشتند.